# Echeveria cante
Echeveria cante är en fetbladsväxtart som beskrevs av C. Glass och M. Mendoza-garcia. Echeveria cante ingår i släktet Echeveria och familjen fetbladsväxter. Inga underarter finns listade i Catalogue of Life.

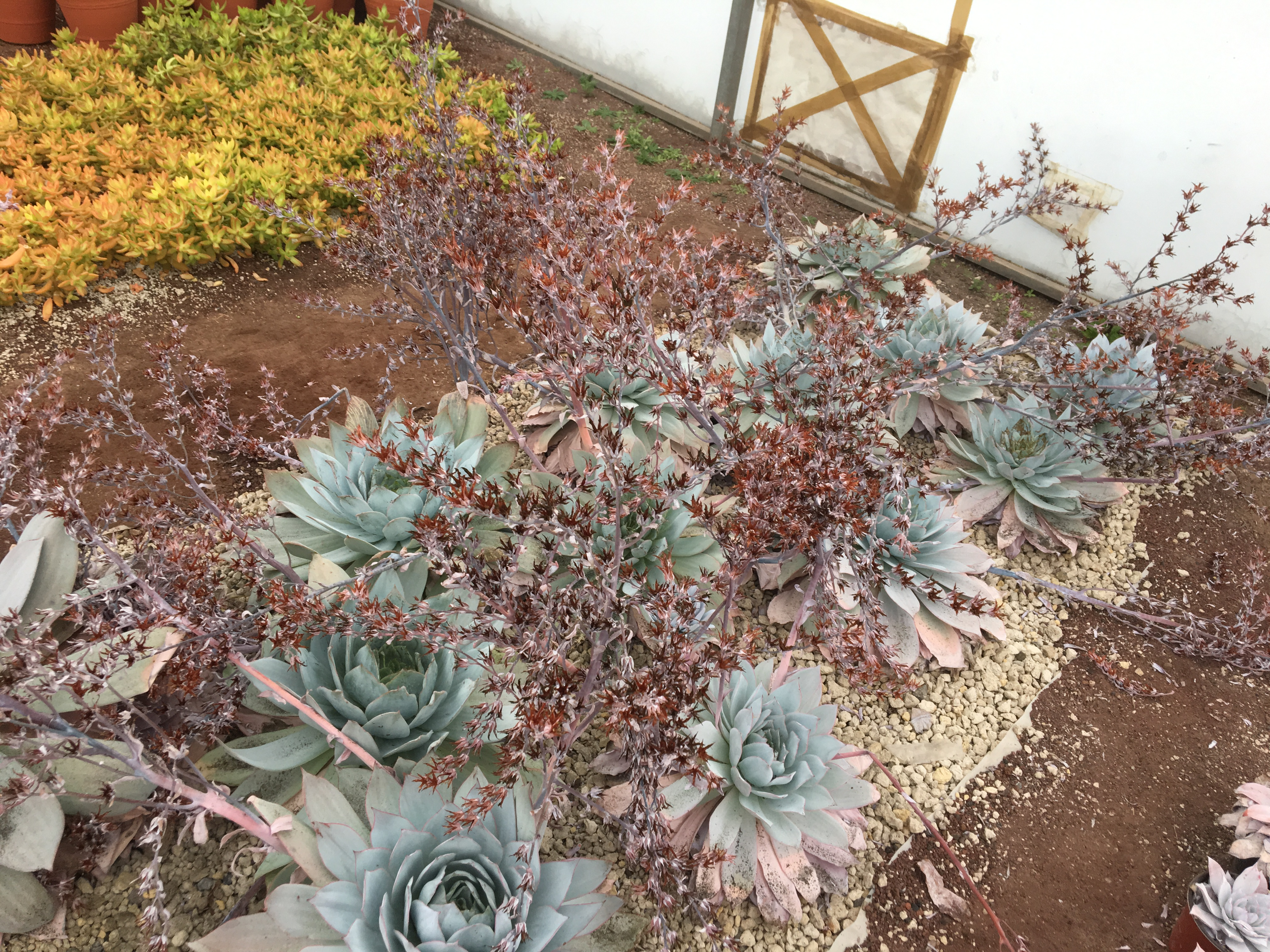
Echeveria cante cultivada en vivero

## Bildgalleri

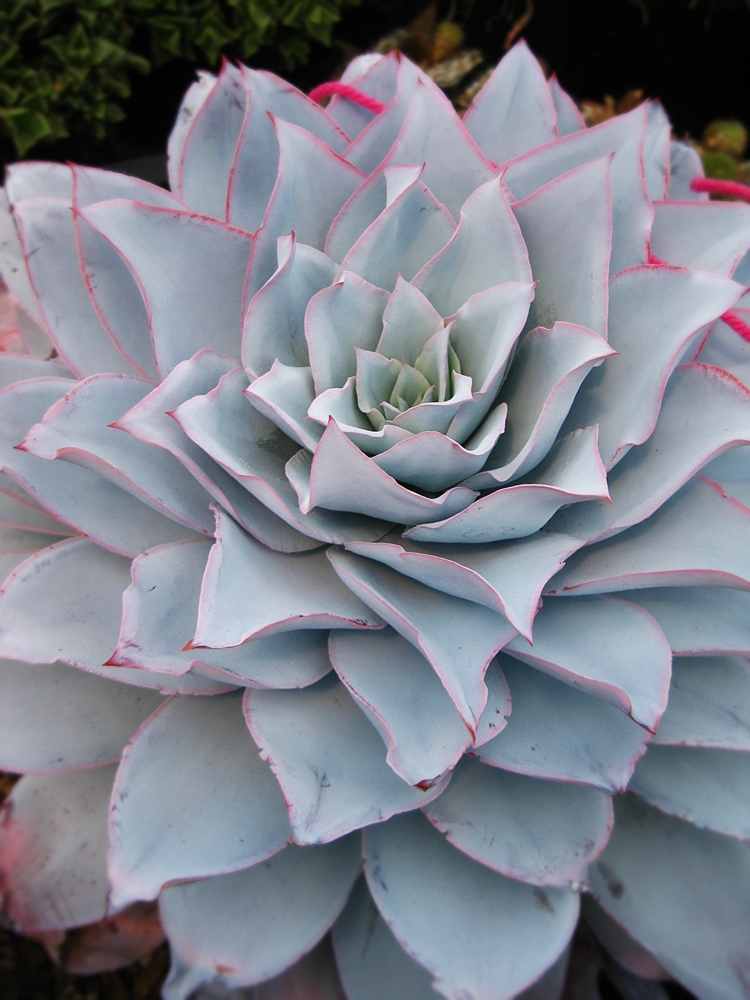
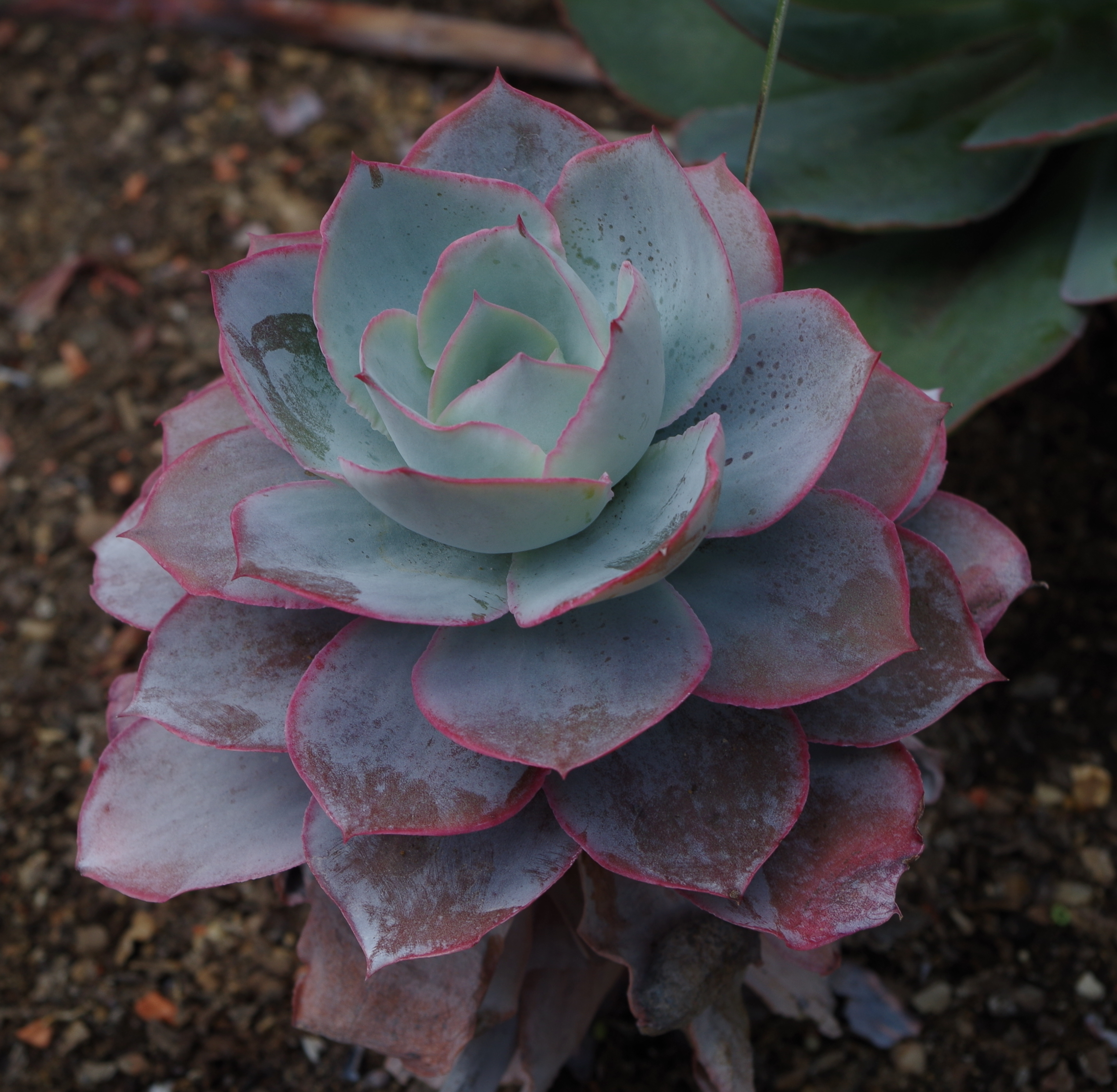
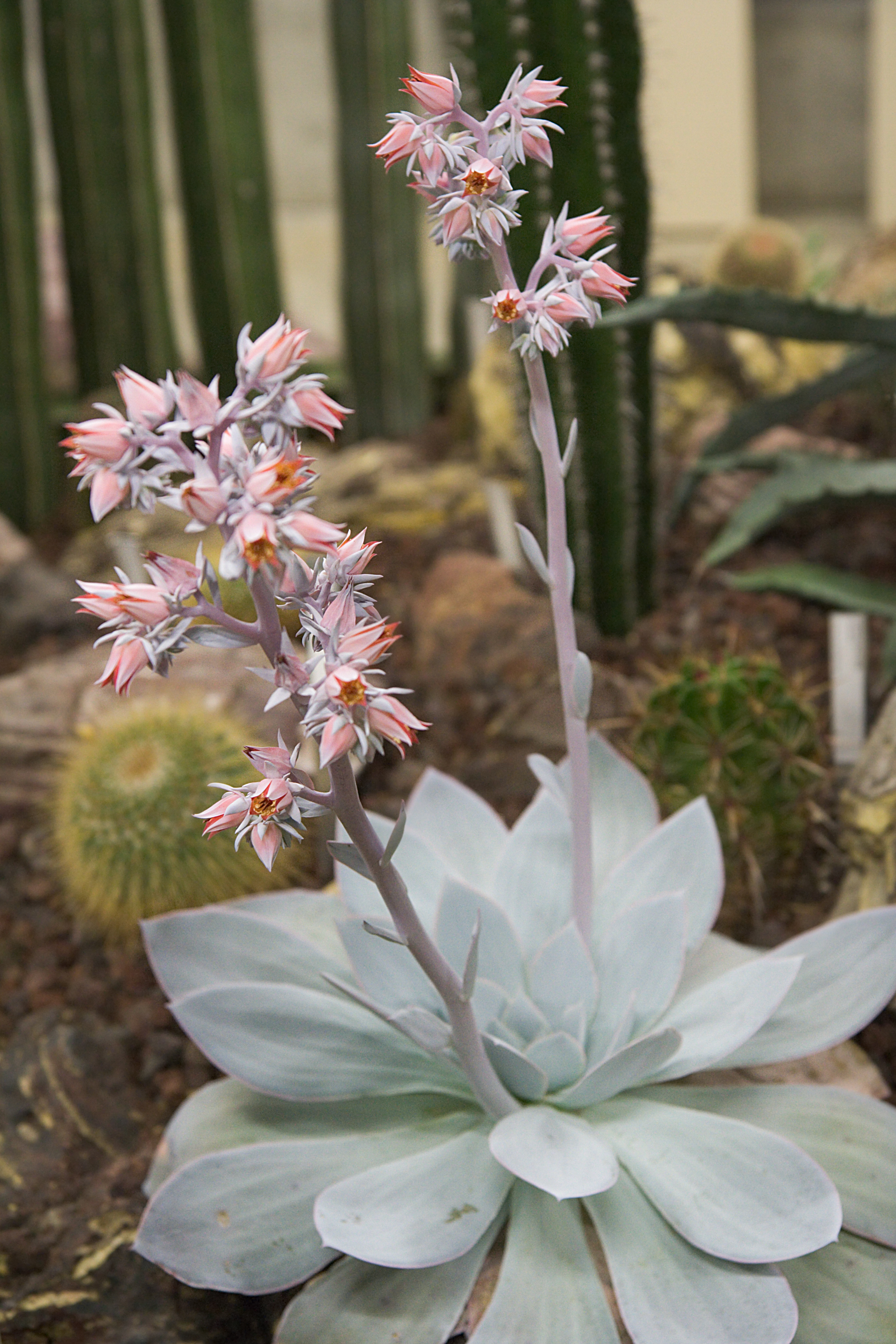